# Herbert Cousins
Herbert Cousins (Panama, 11 luglio 1948) è un ex cestista panamense naturalizzato statunitense.

## Carriera
Con Panama ha disputato i Campionati mondiali del 1970 e i Giochi panamericani di Cali 1971.